# حصن كابوتزو

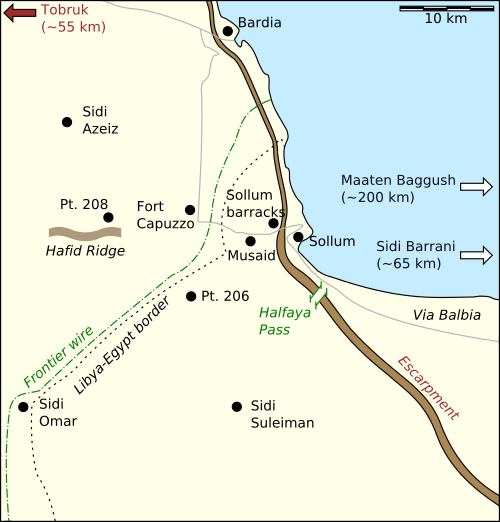
خريطة تبين موقع حصن كابوتزو

حصن كابوتزو (بالإيطالية: Forte Capuzzo، وبالإنجليزية: Fort Capuzzo) هو حصن إيطالي في مستعمرة ليبيا الإيطالية قرب الحدود المصرية الليبية والسلك الحدودي الإيطالي. اشتهر لوقوع معارك حوله أثناء الحرب العالمية الثانية.

## التاريخ
في ظرف أسبوع من إعلان إيطاليا الحرب على بريطانيا في 10 يونيو 1940، استولى فوج الفرسان الحادي عشر التابع للجيش البريطاني على حصن كابوتزو. وبعد أيام قليلة، استعادت فرقة القمصان السوداء الإيطالية الأولى الحصن إبان هجوم امتد إلى سيدي براني المصرية.
وفي ديسمبر من العام ذاته، استعادت القوة الصحراوية الغربية البريطانية الحصن أثناء ما سمي بعملية البوصلة، غير أن القوات الألمانية بقيادة الجنرال إرفين رومل استطاعت استعادتها في 12 أبريل 1941.
إلا أن الحصن سرعان ما انتقل إلى أيدي البريطانيين ليومين فحسب (15 و16 مايو 1941)، غير أن هزيمة اللواء المجحفل البريطاني على يد الألمان والإيطاليين أعاد الحصن إلى أيدي الأخيرين في النهاية، ليعود الحلفاء إلى احتلال الحصن (على يد الفرقة النيوزيلندية الثانية) في 22 نوفمبر 1941، أثناء ما عرف بعملية كروسيدر.
عقب معركة عين الغزالة عاد الحصن إلى سيطرة قوات المحور، ولكن انتصار الحلفاء في معركة العلمين الثانية أدى بالحصن في النهاية إلى الوقوع نهائيًا في أيدي الحلفاء.